# Khan (Fluss)
Der Khan (Khoekhoegowab für Eland) ist ein Rivier, d. h. ein episodischer Trockenfluss, in der Erongo-Region in Namibia. Er führt nur selten und dann nur während der Regenzeiten gelegentlich Wasser.

## Verlauf
Der Khan entspringt nahe dem Dorf Otjisemba nordwestlich von Okahandja, verläuft von dort aus westlich bis nach Usakos und weiter südwestlich durch die Namib. Er mündet kurz vor Swakopmund in den Swakop. Er gilt neben dem Okondeka als Hauptnebenfluss des Swakop-Omaruru-Mündungsgebietes.
Das unterirdische Wasser des Khan wird unter anderem vom Bergbauunternehmen Rössing Uranium Limited für das gleichnamige Bergwerk Rössing genutzt.
Über den Khan führen zahlreiche Brücken, darunter die 2014 eröffnete, 160 Meter lange Husab-Brücke des Tagebau Husab.

Der Khan um 1910
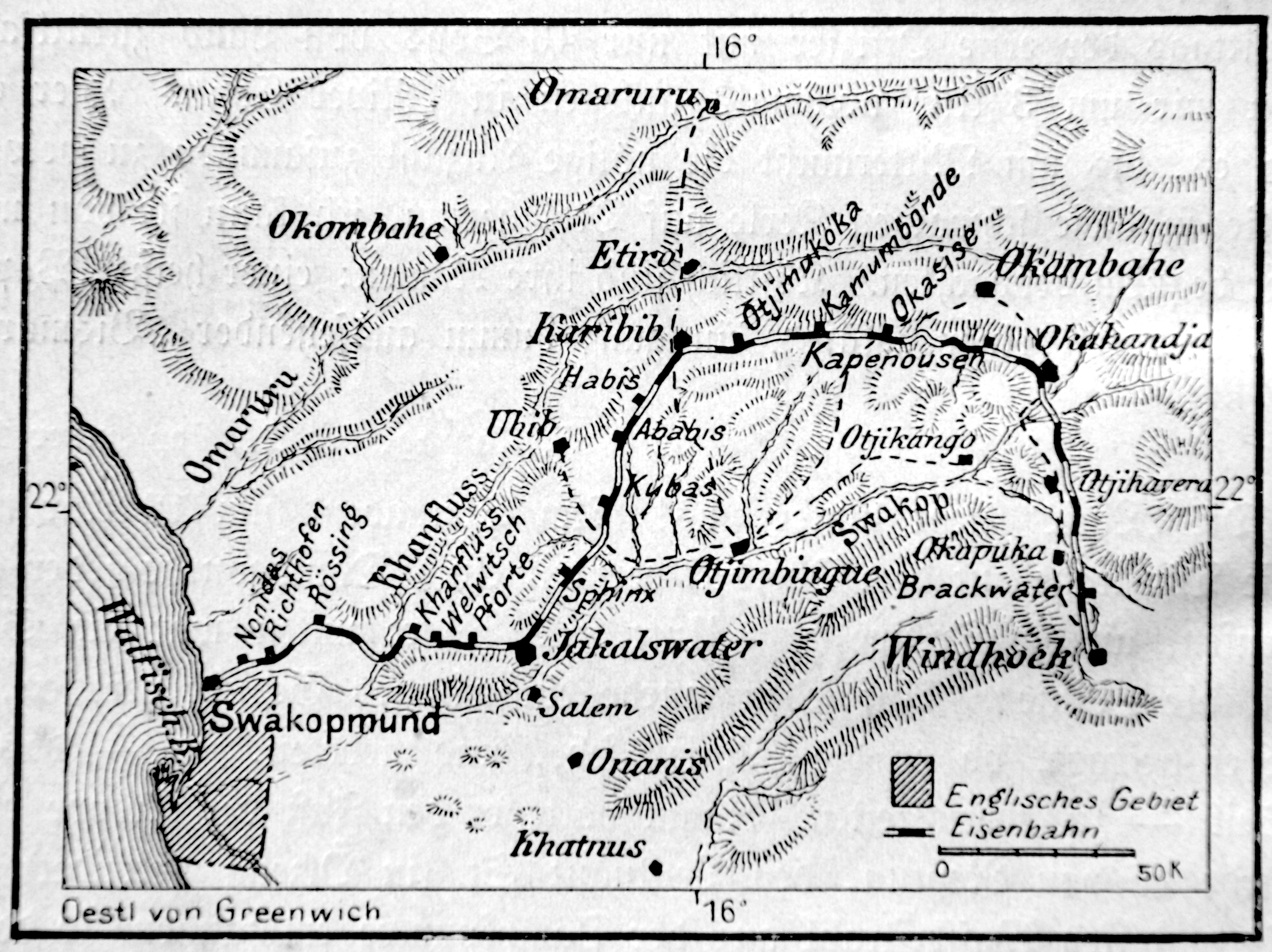
Kahnfluss auf einer Karte vor 1904